# Alexandru Săvulescu
Alexandru Săvulescu (ur. 8 stycznia 1898, zm. 11 grudnia 1961) – rumuński trener piłkarski. Był selekcjonerem reprezentacji Rumunii na MŚ 1938.

## Kariera
Alexandru Săvulescu w 1934 objął funkcję selekcjonera reprezentacji Rumunii, którą pełnił przez rok. Następnie powrócił do niej w 1938. W tym samym roku wspólnie z Costelem Rădulescu trenował drużynę narodową podczas mistrzostw świata we Francji. Rumuni odpadli jednak po pierwszej rundzie, przegrywając w dwumeczu z reprezentacją Kuby.